# Abdul Qadir al-Badri
Abdul Qadir al-Badri (àrab: عبد القادر البدري, ʿAbd al-Qādir al-Badrī) (?, 8 de desembre de 1921 - Bengasi, 30 de juny de 2003) fou un polític libi, primer ministre del país entre juliol i octubre de 1967.